# ماركوس زوكي
ماركوس زوكي (بالألمانية: Markus Zoecke) مواليد 10 مايو 1968 في برلين، هو لاعب كرة مضرب ألماني سابق بدأ مسيرته كمحترف سنة 1989 وكان يلعب باليد اليسرى. أعلى تصنيف له في الفردي كان المركز الـ 48 في سنة 1992. أعلى تصنيف له في الزوجي كان المركز الـ 233 في سنة 1996.

## النهائيات

### الفردي (الألقاب 1, الوصافة 1)
| الحصيلة | الرقم | التاريخ        | الدورة                | الأرضية | المنافس في النهائي | النتيجة في النهائي |
| ------- | ----- | -------------- | --------------------- | ------- | ------------------ | ------------------ |
| الوصافة | 1.    | 29 أكتوبر 1991 | جواروجا، البرازيل     | صلبة    | خافيير فرانا       | 6–2, 6–7(1–7), 3–6 |
| الفوز   | 2.    | 28 مارس 1994   | صن سيتي، جنوب أفريقيا | صلبة    | هندريك دريكمان     | 6–4, 6–1           |

### الزوجي (الألقاب 1)
| الحصيلة | الرقم | التاريخ       | الدورة                                | الأرضية | الشريك                 | المنافس في النهائي | النتيجة في النهائي |
| ------- | ----- | ------------- | ------------------------------------- | ------- | ---------------------- | ------------------ | ------------------ |
| الفوز   | 1.    | 10 يوليو 1995 | بطولة نيوبورت للتنس، الولايات المتحدة | عشبية   | بول كيداري نونو ماركيز | يورن رنزنبرينك     | 6–1, 6–2           |

## روابط خارجية
- ماركوس زوكي على موقع رابطة محترفي التنس (الإنجليزية)
- ماركوس زوكي على موقع الاتحاد الدولي لكرة المضرب (الإنجليزية)
- ماركوس زوكي على موقع كأس ديفيز (الإنجليزية)
- ماركوس زوكي على موقع خلاصة التنس.كوم (الإنجليزية)